# Rikard Sundén
Rikard Sundén es un guitarrista y productor musical sueco. Ganó fama como miembro fundador de la banda de heavy metal Sabaton. Actualmente es el guitarrista de Civil War, que tiene un estilo musical similar. 

## Vida y carrera
En 1999, Sundén fundó la banda Aeon junto con Joakim Brodén, Pär Sundström, Oskar Montelius y Richard Larsson, que poco después pasó a llamarse "Sabaton". En 2012, Sundén y Montelius se separaron de la banda junto con Daniel Mullback y Daniel Mÿhr, quienes desde entonces se habían unido a ellos. Los dos guitarristas fueron reemplazados por Thorbjörn Englund y Chris Rörland. Siguiendo una iniciativa de Nils Patrik Johansson, fundó la banda "Civil War" con él y Stefan "Pizza" Eriksson. Para esta banda, Sundén también trabajó como productor del EP "Civil War" y del álbum "The Killer Angels".
El 12 de marzo de 2021 se anuncia que Thobbe Englund sustituirá a Rikard Sundén en la banda Civil War.
Rikard Sundén, exmiembro de Sabaton y actualmente de Civil War , ha sido acusado y condenado en un tribunal sueco por abuso sexual de una niña de ocho años y posesión de pornografía infantil.
Sundén, quien se cambió el nombre a Johan Andersson, fue condenado por abusar sexualmente de la amiga de su hija durante una noche.
Después de incautar su computadora y teléfono móvil, las autoridades también encontraron seis videoclips de niños menores de edad cometiendo actos sexuales.
La niña, quien está siendo referida a "NN3" para proteger su identidad, afirmó que a altas horas de la noche, Sundén se coló en su habitación y levantó su manta para tocarla dentro de su ropa y sus partes íntimas. Fingió estar dormida al principio, pero luego, cuando finalmente se mudó, Sunden abandonó la habitación.
La niña finalmente le dijo a una amiga, y esa amiga le dijo a su madre que alertó a las autoridades. Sunden negó el abuso y dijo que solo estaba verificando si la niña estaba dormida.
MetalSucks informa que en su testimonio, Sundén negó el abuso y dijo que probablemente era su hija quien estaba tocando a la niña. El testimonio decía "Su teoría es que su hija, que se toca mucho cuando duerme, ha accedido a NN3 con las manos y los pies mientras duerme. NN3 ha cometido un error desde entonces y pensó que era él".
La madre de la niña testificó que notó un cambio total en el comportamiento y la actitud desde la pijamada, que su hija solía estar tranquila y segura y ahora tiene miedo de dormir sola. Una maestra confirmó que la niña se volvió muy retraída después del incidente.
En cuanto a los cargos de pornografía infantil, Sundén admitió haber visto pornografía infantil pero negó que los archivos fueran suyos, alegando que otras personas tenían acceso a sus computadoras, incluidos compañeros de banda y el anterior propietario de la computadora. En cuanto a la pornografía en su teléfono, afirma que no sabía que el sujeto del video era menor de edad.
El cargo de pornografía infantil afirma que Sundén actuó con intención y "el crimen debe considerarse grave, ya que las películas muestran a niños que están particularmente expuestos a coerción y violencia sexual grave y que han sido explotados de maneras particularmente despiadadas".
Sundén ha sido condenado a nueve meses de prisión y a 53.400 coronas suecas (6.240 dólares) en daños.